# Groene veenkorst
Groene veenkorst (Trapeliopsis pseudogranulosa) is een korstmos uit de familie Trapeliaceae. Hij komt voor op steen, op bomen, op hout en op de grond. De fotobiont is een chlorococcoïde alg, dit is de alg waarmee het korstmos in symbiose leeft.

## Determinatie
Het thallus is korstvormig, korrelig en de kleur is bleekgroen, grijs tot groenachtig wit met vuiloranje vlekken. Het hecht sterk aan het substraat. Soralen zijn altijd aanwezig en bedekken vaak het hele centrum van het thallus. Apotheciën komen zeldzaam voor. Indien aanwezig zijn ze plat met een gegolfde rand en 1,5 mm in diameter. De kleur is groenachtig grijs tot grijszwart. In Nederland zijn de apotheciën nooit aanwezig. 
Groene veenkorst heeft de volgende determinerende kleurreacties: 
- thallus: K- (de oranjekleurige delen K+ rood), C+ (rood), KC+ (rood) en P-
- medulla (merglaag): K+ (rood)
- soralen: K+ rood en UV+ (diep oranjerood in de gepigmeerde delen)

De asci zijn achtsporig, cilindrisch-clavaat, dunwandig en bevatten acht sporen. De ascosporen zijn eencellig, hyaliene, ellipsoïde, dikwandig en meten 9-13(-14) × 3,5-6 μm.

## Verspreiding
Groene veenkorst komt met name voor in Europa, maar ook in Noord-Amerika en Nieuw-Zeeland. In Nederland is groene veenkorst zeldzaam. Hij komt nog het vaakst voor in de omgeving van de Utrechtse Heuvelrug, de Veluwe en de Hondsrug. Hij is niet bedreigd en staat niet op de rode lijst.